# Сівба

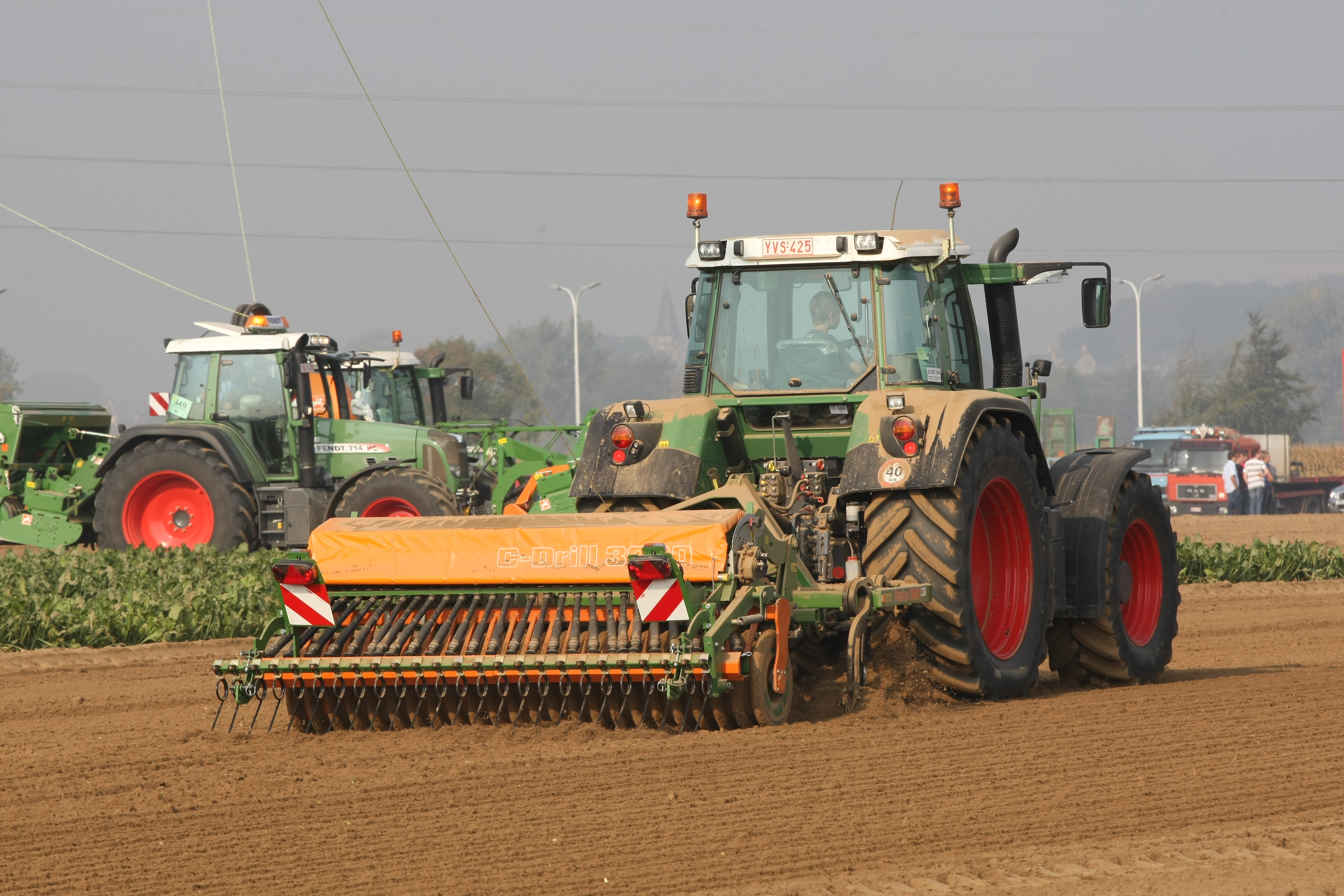
Сучасний посівний агрегат

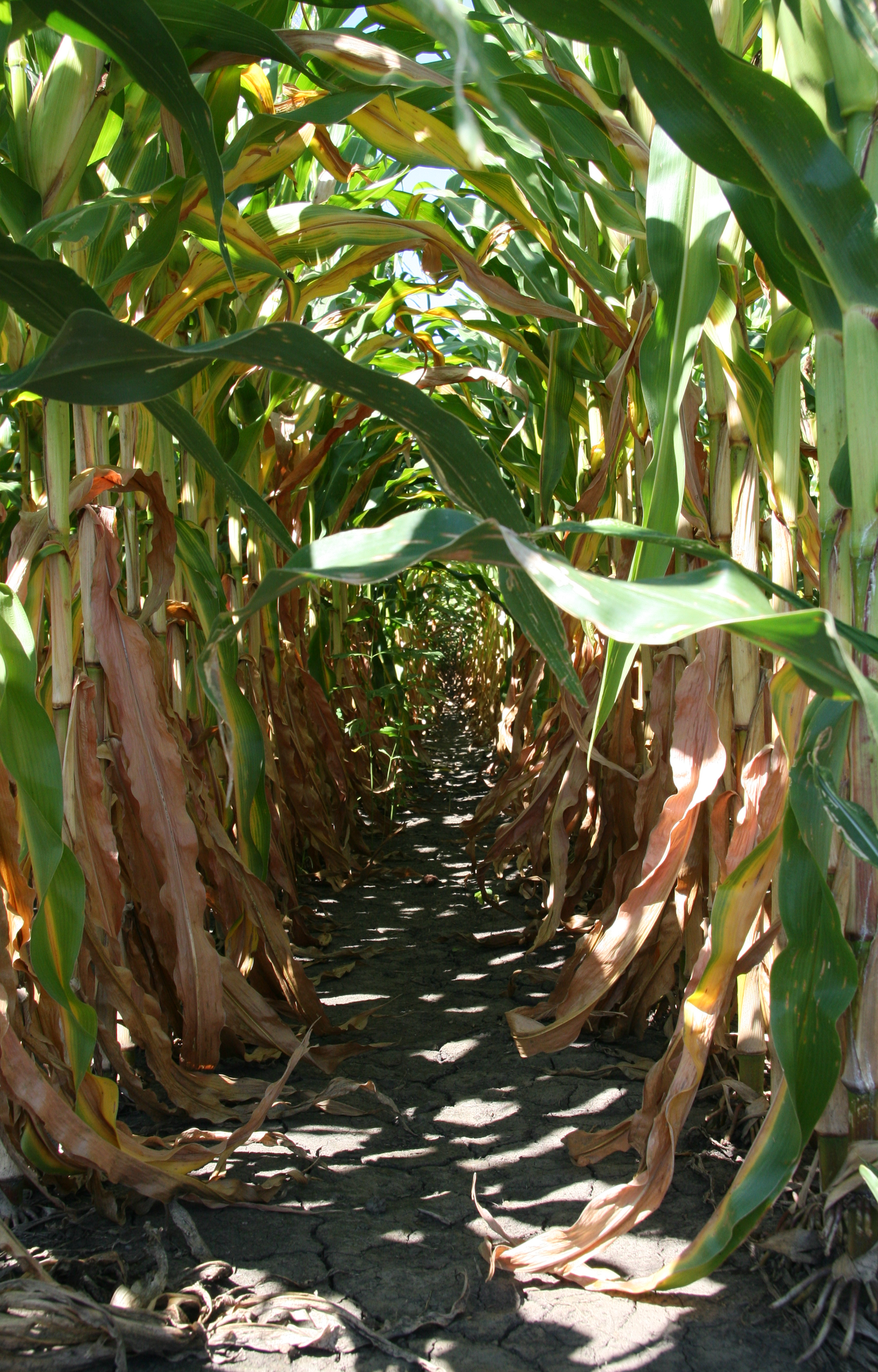
Регулярні ряди кукурудзи (США, Індіана).

Сівба́ — висів зернових культур; час, період, коли сіють. Норма висіву на практиці відміряється за масою, в кілограмах на гектар.

## Історія
Історично засівання поля здійснювали вручну. Після оранки й боронування сівачі розкидували зерна по ріллі, стараючись розсипати його на якомога більшу площу («сіву́»). Запас насіння вони зсипали в невеликий козуб чи мішок, що теж звався сіва́ (діал. сівня́). Після засівання зерно загортали бороною (це називалось «сіяти під борону») чи заорювали плугом.

## Способи сівби
В овочівництві застосовують такі типи сівби: вузькорядна (щирина міжрядь не більше 10 см); звичайна рядна (ширина міжрядь від 10 до 25 см); широкорядна (ширина міжрядь більше 25 см); перехресна (різновид рядкового посіву у двох напрямках, що перетинаються); смугова (різновид розсіяного посіву, коли насіння розміщують смужками шириною 10 см); розкидна (коли насіння рівномірно розкидають по всій поверхні ділянки); стрічкова (різновид рядкового посіву, коли два або більше рядків утворюють смуги, що чергуються з більш широкими міжряддями для проходу тракторів, людей тощо); пунктирна (різновид рядкової сівби з одинаковою відстанню розміщення насіння в рядку); в борозни, на гребені, гніздами, квадратно-гніздова і точна. Останній спосіб сівби широко використовується в сучасному овочівництві завдяки сівалкам точного висіву.
Способи сівби залежать від біологічних особливостей культур (різні культури мають різні вимоги до родючості ґрунту, тепла, освітлення, вологості тощо). Однією з основних вимог до способів сівби є створення оптимальної густоти посіву, яка забезпечує найбільш інтенсивний ріст асиміляційної листкової поверхні, що є найважливішим фактором врожайності.

Існує два способи сівби: розкидний і рядковий.
Розкидний спосіб
При розкидному способі насіння розміщують у ґрунті без міжрядь. Виконується вручну або за допомогою розкидних сівалок. Цей спосіб сівби використовується дуже рідко, в основному при освоєнні крутих схилів і заболочених угідь.
Рядкові способи
Рядковий спосвб є основним способом сівби, оскільки він забезпечує більш рівномірне висівання насіння по всій площі посіву і загортання його на однакову глибину у зволожений шар ґрунту.
При суцільному рядковому способі сівби насіння розміщують з міжряддями від 10 до 25 см і на відстані в рядку 1,5- 2 см одне від одного. Цей спосіб застосовується для висівання культур, які дають урожай при невеликій площі живлення (зернові колосові, горох, гречка, однорічні та багаторічні трави тощо). Для цього використовують дискові та сошникові сівалки.
Вузькорядний спосіб сівби (ширина міжрядь  6,5- 7 см) забезпечує більш рівномірний розподіл насіння на посівній площі. Посів льону вузькими рядками збільшує врожайність волокна та покращує його якість. Однак вузькорядні сівалки не гарантують рівномірного розміщення насіння в рядку і на певній глибині, і вони легко забиваються ґрунтом, що обробляється попереду сошників.
Перехресна сівба — спосіб посіву зернових, при якому половина встановленої норми висіву насіння висівають звичайним рядковим способом уздовж поля, а інша половина — впоперек. Недоліком перехресної сівби є те, що другу борозну можна починати тільки після завершення передпосівного обробітку ґрунту всього поля.
Широкорядний спосіб сівби (ширина міжрядь більше 30 см) використовується для вирощування культур, які потребують великої площі живлення (кукурудза, соняшник, цукровий буряк, картопля, бавовник, овочеві культури), а також проса, гречки та ін. У посівах з широкими міжряддями можна проводити міжрядний обробіток ґрунту для знищення бур'янів, розпушувати його під час вегетації рослин, здійснювати полив і внесення добрив тощо.
Пунктирний спосіб сівби — один з типів рядкового, при якому насіння рівномірно розподвляється в рядку на певній відстані одне від одного. Густота рослин на площі посіву визначається кількістю висіяного насіння, що висівається на 1 м довжини рядка. Такий спосіб посіву використовується для вирощування цукрових буряків, кукурудзи та інших культур, наприклад, зернових колосових. У таких посівах рослини отримують кращі умови живлення, теплового та водного режиму, а також освітлення. При цьому продуктивність кожної рослини вища, ніж при вирощуванні іншими методами.
Квадратний та квадратно-гніздовий способи сівби характеризуються тим, що насіння розміщується поодинці або групами (гніздами) по кутах квадрата з відстанню 60x60 або 70x70 см. Цим способом висівають високостеблеві просапні культури (кукурудзу, соняшник, бавовник, рицину тощо). Для цього застосовують спеціальні сівалки, які забезпечують прямолінійність рядків у поздовжньому та поперечному напрямках. У таких посівах можна повністю механізувати міжрядний обробіток ґрунту і значно скоротити затрати праці на догляд за культурами, а також витрати насіння.